# Festa Major de les Corts
La Festa Major de les Corts se celebra la primera quinzena d'octubre al barri de les Corts, al districte de les Corts de Barcelona. La festa major permet de fer un retrat molt complet de la vida cultural i associativa del barri. Les places de Can Rosés, de la Concòrdia i de Comas són el cor de l'antic nucli i formen l'eix on es desenvolupa gran part de la festa. Entre els actes més destacats, hi ha el correfoc unitari, el matí de festa major amb el ball de l'Àliga de la ciutat i la diada castellera i l'exhibició de dansa tradicional que es fa al monestir de Pedralbes.

## Orígens
El segon cap de setmana del mes d'octubre moltes poblacions dediquen festes a la Mare de Déu del Remei, que se celebra el segon diumenge d'octubre, amb ofrenes en honor seu. Un dels costums populars que es destaca en aquesta advocació consisteix a posar damunt el cos de dones embarassades una cinta de seda que diuen que ajuda a infantar. L'adscripció de la festa major de les Corts a la festivitat de la Mare de Déu del Remei va ser promoguda per un dels primers rectors de la parròquia, Pere Pla, que la regí entre els anys 1847 i 1851.

## Actes destacats
- Correfoc unitari. El primer dia de festa major totes les agrupacions de foc del barri s'uneixen per fer un gran correfoc. Tot comença amb la lectura dels tradicionals versots, seguida d'un correfoc que passa pels carrers del barri. Cremen juntes les colles dels Bocs de Can Rosés, els Diables de les Corts, els Timbalers d'Ítaca i La Republi-k de l'Avern. Aquest acte també inaugura el programa d'activitats destinades al jovent.[1]
- Matí de festa major. El seguici festiu de les Corts, compost pels gegants, el drac Guardià, el Cavallot de Pedralbes i les colles de foc del barri, surt en cercavila juntament amb més peces d'imatgeria festiva provinents de tota la ciutat. Després de sentir el pregó, a la plaça de Comas se succeeixen els balls dels gegants Jaume II i Elisenda de Montcada i el de l'Àliga de la Ciutat.[1]
- Matí casteller. El diumenge de festa major la plaça de Comas, on hi ha la seu del districte, es converteix en plaça castellera. La jornada comença a migdia i hi participen tres colles, una de les quals sempre és de la ciutat.[1]
- Dansa tradicional. Un dels espais més emblemàtics del districte de les Corts és el monestir gòtic de Pedralbes. Ja és tradició que cada any l'Esbart Ciutat Comtal hi faci una exhibició de dansa en un escenari muntat a l'exterior. S'hi pot veure tot el repertori de balls tradicionals de l'entitat, compost per peces vuitcentistes de tots els països de parla catalana.[1]